# Рожанство
Рожанство је насеље у Србији у општини Чајетина у Златиборском округу. Према попису из 2022. било је 318 становника.
Постоји више легенди о постанку имена Рожанства, али највише се спомињу ове четири: једна каже да то име потиче од ријечи божанство; друга од ријечи рождество, што је старији словенски облик именице рођење, али и имена празника Божића; трећа да су Глумци, први досељеници у Рожанство, повикали: „Ово је право божанство!", на шта је неко рекао: „Какво божанство, урожићемо се од рада, па ће бити право рожанство!"; а четврта да оно потиче од састава овдашњег земљишта – рожнаце.
Подручје Рожанства обухвата Рожањско и Радибратовића поље и околна шумовита подручја: Омар, Јелава, Велики храст, Осоје, Велико брдо, Васовића и Ковчића градина, Глиза, Радибратовића и Јосиповића градина, Лупоглава, Јанково брдо и Боричја. Дијели се на осам заселака: Вилотијевина, Радибратовина, Ристановина, Мићићи (са центром села), Поповина, Лазовина, Ковчићи-Утробе (први дио) и Меловићи-Утробе (други дио).
Село је познато по производњи буради и каца. У близини су Стопића пећина и бања Вапа. Кроз Рожанство пролази ријека Приштавица.
Од 1700-те до 1840-те године, у Рожанству је живјела породица Милутиновић-Симовић, од које води поријекло садашња фамилија Стакића. У тој породици стасао је патриота, пјесник и историјска личност Сима Милутиновић Сарајлија. Овде су живели Милосав Ковчић, Радомир Мићић и Михаило Ристановић, носиоци Карађорђеве звезде са мачевима, као и Иван Мијаиловић који је погинуо 1917. године.
Овде се налази Тошина бања. На локалитету Змајевац сваке године се одржавају Сусрети на Змајевцу. Овде се налази ОШ „Саво Јовановић Сирогојно” ИО Рожанство.

## Демографија
У насељу Рожанство живи 390 пунолетних становника, а просечна старост становништва износи 46,5 година (44,2 код мушкараца и 49,1 код жена). У насељу има 151 домаћинство, а просечан број чланова по домаћинству је 3,03.
Ово насеље је у потпуности насељено Србима (према попису из 2002. године), а у последња три пописа, примећен је пад у броју становника.
|  |

| Демографија | Демографија | Демографија |
| Година      | Становника  | Становника  |
| ----------- | ----------- | ----------- |
| 1948.       | 1.023       |             |
| 1953.       | 1.022       |             |
| 1961.       | 990         |             |
| 1971.       | 776         |             |
| 1981.       | 622         |             |
| 1991.       | 532         | 532         |
| 2002.       | 457         | 461         |

| Етнички састав према попису из 2002.‍ | Етнички састав према попису из 2002.‍ | Етнички састав према попису из 2002.‍ | Етнички састав према попису из 2002.‍ | Етнички састав према попису из 2002.‍ |
| ------------------------------------ | ------------------------------------ | ------------------------------------ | ------------------------------------ | ------------------------------------ |
|                                      |                                      |                                      |                                      |                                      |
| Срби                                 | Срби                                 |                                      | 457                                  | 100,0%                               |
| непознато                            | непознато                            |                                      | 0                                    | 0,0%                                 |

| Година пописа     | 1948. | 1953. | 1961. | 1971. | 1981. | 1991. | 2002. |
| ----------------- | ----- | ----- | ----- | ----- | ----- | ----- | ----- |
| Број домаћинстава | 183   | 194   | 196   | 187   | 176   | 164   | 151   |

| Број чланова      | 1  | 2  | 3  | 4  | 5 | 6  | 7 | 8 | 9 | 10 и више | Просек |
| ----------------- | -- | -- | -- | -- | - | -- | - | - | - | --------- | ------ |
| Број домаћинстава | 43 | 39 | 20 | 15 | 8 | 14 | 6 | 4 | 2 | 0         | 3,03   |

| Пол    | Укупно | Неожењен/Неудата | Ожењен/Удата | Удовац/Удовица | Разведен/Разведена | Непознато |
| ------ | ------ | ---------------- | ------------ | -------------- | ------------------ | --------- |
| Мушки  | 204    | 61               | 127          | 15             | 1                  | 0         |
| Женски | 198    | 25               | 122          | 46             | 3                  | 2         |
| УКУПНО | 402    | 86               | 249          | 61             | 4                  | 2         |

| Пол    | Укупно                    | Пољопривреда, лов и шумарство | Рибарство                            | Вађење руде и камена | Прерађивачка индустрија       |
| ------ | ------------------------- | ----------------------------- | ------------------------------------ | -------------------- | ----------------------------- |
| Мушки  | 103                       | 61                            | 0                                    | 2                    | 11                            |
| Женски | 76                        | 48                            | 0                                    | 0                    | 10                            |
| УКУПНО | 179                       | 109                           | 0                                    | 2                    | 21                            |
| Пол    | Производња и снабдевање   | Грађевинарство                | Трговина                             | Хотели и ресторани   | Саобраћај, складиштење и везе |
| Мушки  | 1                         | 12                            | 2                                    | 1                    | 7                             |
| Женски | 0                         | 0                             | 3                                    | 8                    | 1                             |
| УКУПНО | 1                         | 12                            | 5                                    | 9                    | 8                             |
| Пол    | Финансијско посредовање   | Некретнине                    | Државна управа и одбрана             | Образовање           | Здравствени и социјални рад   |
| Мушки  | 0                         | 0                             | 2                                    | 2                    | 0                             |
| Женски | 0                         | 0                             | 1                                    | 3                    | 1                             |
| УКУПНО | 0                         | 0                             | 3                                    | 5                    | 1                             |
| Пол    | Остале услужне активности | Приватна домаћинства          | Екстериторијалне организације и тела | Непознато            | Непознато                     |
| Мушки  | 2                         | 0                             | 0                                    | 0                    | 0                             |
| Женски | 1                         | 0                             | 0                                    | 0                    | 0                             |
| УКУПНО | 3                         | 0                             | 0                                    | 0                    | 0                             |